# 翟澄
翟澄（1512年—？），字憲清，山東濟南府德州（今德州市），軍籍，明朝政治人物。嘉靖辛丑進士，官至員外郎。

## 生平
翟澄為嘉靖十三年（1534年）舉人，嘉靖二十年（1541年）中式辛丑科三甲進士。。次年任順天府固安縣知縣。三十一年任山西蒲州同知，升南直隶通州知州，官至員外郎。

## 家族
曾祖翟敏；祖父翟琮；父翟欽，母毛氏；繼母承氏；繼母張氏。永感下。兄瀛、洲。